# Предела

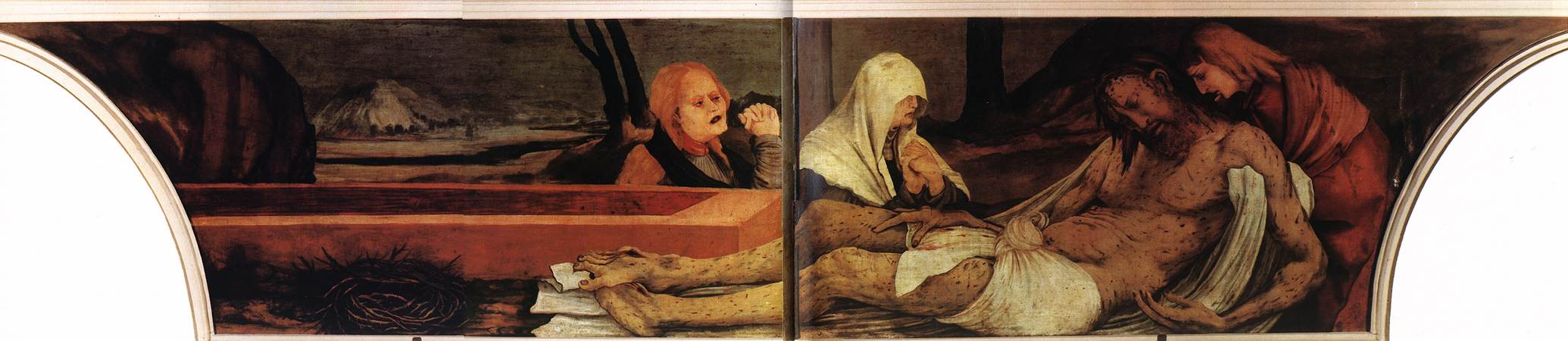
Предела Ізенгеймського вівтаря Матіаса Грюневальда зі сценою оплакування Христа. Музей Унтерлінден, Кольмар.

Преде́ла (італ. predella, ісп. predela, дос. «сходинка») — у багатостулкових розкривних дерев'яних вівтарях — нижня частина, яка виглядає своєрідним п'єдесталом. Зазвичай вона прикрашається з лицьового боку живописним або скульптурним зображенням якого-небудь релігійного сюжету. Іноді має розкривні стулки, а всередині предели облаштовується шафа, до якої прибираються священні посудини та інші предмети богослужіння.
Предели мали поширення в католицьких, переважно середньовічних, церквах.
На них зображали орнамент астверк[а] або ранкенверк[b], сцену «Поклоніння волхвів» або житійні епізоди місцевого святого. Витягнутий горизонтальний формат предели підказував незвичайні художні рішення.
Предели роботи відомих художників:
- Дуччо ді Буонінсенья — предела «Маести».
- Лоренцо Монако — предела «Моментів з життя св. Бенедикта» (бл. 1407–1409).
- Лука Сіньйореллі — предела «Поклоніння пастухів» (1510–1515).
- Матіаса Грюневальда — предела «Ізенгеймського вівтаря» (бл. 1506–1515).
- Рафаеля Санті — предела «Вівтаря Одді» (1502–1503).

## Предели іконостасів в Україні
Предели в українських іконостасах з'явились на початку XVII століття. Вони були двох видів — орнаментальні або сюжетні.
Найдавнішим відомим прикладом орнаментальних предел є передела іконостасу П'ятницької церкви у Львові, яку утворює цокольний ряд. У XVII ст. такі предели зустрічаються в іконостасах Святодухівської церкви в Рогатині, Преображенської церкві у Смолині, церкви святої Параскеви в Крехові, Миколаївської церкви в Уїзді (Івано-Франківський художній музей). Орнаментика предел нагадує багато оздоблені європейські тканини того часу.
Сюжетні предели, як правило, доповнювали намісні ікони і були їх тематичним продовженням. Наприклад, на пределі ікони Богородиці, могла бути зображена композиція Мойсей перед Неопалимою купиною, де Неопалима Купина є прообразом Богородиці.